# Marmosops caucae
Marmosops caucae is een zoogdier uit de familie van de Opossums (Didelphidae). De wetenschappelijke naam van de soort werd voor het eerst geldig gepubliceerd door Thomas in 1900. De soort is endemisch in de oostelijke en westelijke Andes. Het is een kleine soort en de vacht is 7 tot 8 mm dik. De vacht op de buik is donkerbruin met grijstinten. 

## Beschrijving
Het onderste deel van hun gezicht is lichter dan het midden. Het grootste deel van de totale lengte van de haren aan de buitenkant van de buik lijkt oranje van kleur te zijn. De vingers en tenen zijn licht bedekt met doorschijnend wit haar, en de polsen en ellebogen zijn bruin. De buitenste delen van de ledematen zijn donker van kleur, terwijl de binnenste delen dezelfde kleur hebben als de zijkanten van de buik. De staart is tweekleurig en het is een grijpstaart.

## Voorkomen
De soort komt voor in Bolivia, Brazilië, Colombia, Panama, Peru en Venezuela.